# 海牙爱乐乐团
海牙爱乐乐团（荷蘭語：Het Residentie Orkest）是一支位於荷蘭海牙的管弦樂團，駐地是海牙的阿瑪雷（Amare）演藝中心。

## 历史
1904年由亨利·維奧塔創設，設駐地於藝術與科學大樓（Gebouw voor Kunsten en Wetenschappen，或德語的Haus für Künste und Wissenschaften）。在1911年的理查‧史特勞斯音樂節當中初試啼聲，由史特勞斯本人指揮這支樂隊，演奏他的作品。之後，其他當代作曲家如史特拉汶斯基、雷格、拉威爾與亨德密特等人陸續提出合作。
1915年起，樂隊開始在斯海弗宁恩的庫爾札爾夏季音樂節（Kurzaal Concerts）演出。1917年，作曲家兼指揮家彼得·範·安魯伊接掌樂隊，擔任主指揮，直到1935年辭職。弗里茨·舒曼是第三任主指揮，率團度過二戰時期。戰後，威廉·範·奧特魯入主，他在1949年至1973年期間擔任樂隊主指揮。
1964年，原駐地大樓毀於火災，人員及演出活動必須輾轉於市區的多個場所。新駐地「安東·飛利浦音樂廳」（紀念飛利浦公司的共同創辦人安东·飞利浦）經募資建成，樂隊則在1987年9月進駐，時任女王碧翠絲主持了開幕剪綵的儀式。
梵志登在2000年至2005年期間擔任樂隊主指揮，之後改任榮譽客席指揮。來自愛沙尼亞的尼姆·耶尔维旋即接手梵志登的職位，任職至2012年止，之後改任樂隊桂冠指揮。2013年4月，理查德·艾加爾擔任首席客座指揮。2014年3月，樂隊變更了指揮者的相關政策，改聘「首席指揮」，並且任命揚·威廉·德·弗里恩德擔任此職，任期四年，自2015年8月1日起生效。據約，弗里恩德在樂季期間須有6週在團。2015年6月，指揮者尼古拉斯·科倫加入，與弗里恩德共同帶領樂團。後者在2017年6月離任，科倫則在2018年8月1日起兼任樂隊藝術顧問職務，他的職務期間也提升至8週。
海牙爱乐乐团的演出足跡遍佈歐、美，包括纽约、波士顿、芝加哥、維也納、慕尼黑、柏林等音樂重鎮。2008年9月，樂隊在伦敦逍遥音乐会初次登台。其他曾作客指揮海牙爱乐乐团的指揮者尚有：伦纳德·伯恩斯坦、皮埃尔·布莱兹、汉斯·克纳佩茨布施、卡尔·舒李希特、阿图罗·托斯卡尼尼、布鲁诺·瓦尔特。在錄音領域，他們曾灌錄本國作曲家如迪彭布羅克、韋爾赫斯特等人的作品。
2012年10月，海牙市議會宣布將刪減樂隊歲出，由此前的510萬歐元降至350萬歐元，這對樂手合約與演出能量造成了影響。
2018年11月，德國指揮者安雅·比爾邁爾首次與樂隊合作，雙方在2019年5月進一步達成協議，由其入主指揮，始任於2021年樂季。此外，准·梅尔克則是擔任首席客座指揮（與艾加爾同時在任）。2021年9月，比爾邁爾指揮了嶄新駐館阿瑪雷演藝中心的首次公開演出。2023年12月，樂團公告比爾邁爾將於2025年樂季後離任，她的職位則由梅尔克接手，任期四年。

## 代表人物

### 主指揮
- 亨利·維奧塔，1904年—1917年
- 彼得·範·安魯伊（英语：Peter van Anrooy），1917年—1935年
- 弗里茨·舒曼，1938年—1949年
- 威廉·範·奧特魯（英语：Willem van Otterloo），1949年—1973年
- 让·马蒂农，1974年—1976年
- 费迪南德·莱特纳，1976年—1980年
- 漢斯·馮克（英语：Hans Vonk (conductor)），1980年—1992年
- 葉夫根尼·斯維特拉諾夫，1993年—2000年
- 梵志登，2000年—2005年
- 尼姆·耶尔维，2005年—2012年
- 尼古拉斯·科倫（英语：Nicholas Collon），2018年—2021年
- 安雅·比爾邁爾（英语：Anja Bihlmaier），2021年迄今
- 准·梅尔克（候任）

### 榮譽客座指揮
- 梵志登，2005年迄今

### 首席客座指揮
- 卡尔·舒李希特，1930年—1939年
- 塞尔·乔治，1937年—1939年
- 岩城宏之（英语：Hiroyuki Iwaki），1969年—1974年
- 阿兰·隆巴尔（英语：Alain Lombard），1979年—1989年
- 根特·赫比希，1990年—1996年
- 奧利佛·克努森，1992年—1996年
- 乔治·佩利瓦尼安（英语：George Pehlivanian），1996年—1998年
- 理察·艾加爾（英语：Richard Egarr），2013年迄今
- 揚·威廉·德·弗里恩德，2015年—2019年
- 尼古拉斯·科倫，2016年—2018年，之後成為主指揮
- 准·梅尔克，2021年迄今

## 外部連結
- 官方网站
- 海牙爱乐乐团的Discogs页面（英文）